# 张钊贻
张钊贻（英語：Chiu-yee Cheung，1954年—）,香港长大，澳籍华人。暨南大学中文系毕业，澳洲悉尼大学博士。

曾任教澳洲昆士兰大学（1995－2009）、南洋理工大学中文系（2009－2013）。南京大学中国新文学研究中心客座研究员（2013－2017）。昆士兰大学客座副教授（2014－   ），北京第二外国语学院客座教授（2016-  ）。

主要研究：鲁迅研究、鲁迅与尼采、尼采在中国、香港中文报纸新闻检查历史（1925－1951）。

## 主要编著
（辑注） Nietzsche in China: An Annotated Bibliography, Canberra: The Australian National University (1992）. ISBN 0 7315 1438 6. xxxiv, 145 pp.；

（专著）Lu Xun: The Chinese “Gentle” Nietzsche , Frankfurt am Main: Peter Lang (2001）. ISBN 3-631-38073-9. xix, 197 pp.；

（合作编订）李伟江：《鲁迅粤港时期史实考述》，长沙： 岳麓书社（2007）。 ISBN 978-7-80665-864-2. 285 pp.；

（专著）《鲁迅：中国“温和”的尼采》，北京：北京大学出版社（2011）。 ISBN 978-7-301-16674-1. 501 pp.；

（主编）《尼采与华文文学论文集》，新加坡：八方（2013）。 ISBN 978-981-4556-81-1. 324 pp.；

（合编）Lu Xun and Australia, Melbourne: Australian Scholarly Publishing (2016)。ISBN 978-1-925588-01-9. 206 pp.

（论文集）《从〈非攻〉到〈墨攻〉--鲁迅史实文本辩正及其现实意义探微》，桂林：广西师范大学出版社（2017）。ISBN 978-7-5598-0336-8. 357 pp.

## 关于《鲁迅：中国“温和”的尼采》
这是张钊贻研究鲁迅的主要著作。英文版获 D. Wippermann 教授推荐出版，收入 Peter Lang 出版之 “Frankfurter China-Studien” 丛书，因丛书主编 Chung-tung Chang 教授突然逝世，改为独立出版。

中文版并非英文版的翻译。作者对全书结构和内容都做了大幅调整和更新，甚至重写。除补充了大量鲁迅生平和思想的材料，主要补进了关于“影响”概念的讨论，尼采与中国文化的“事实联系”，以及“冷战”后西方抛弃自由主义的尼采所引起对尼采社会政治思想的争论。
关于鲁迅是中国“温和”尼采的定位

书中第19页有一段解释（编者在各点加了数字）：

鲁迅是“中国‘温和’的尼采”的这个定位，跟比较文学追求文学的“总体性”和“世界性”也有点关系，也是希望能够冲破文化与地域的藩篱，探索人类社会文化思想的一些共通特性⋯⋯ 在揭示特定范围内共通性这个意义上，这个定位目的是要说明这些问题：一、鲁迅在当时中国这个特定的历史环境中所起的作用和所具有的意义，跟尼采在他的特定历史环境中所起的作用和所具有的意义，是相当的；二、他们在各自的历史文化范围里，占着相似的地位和具有相似的价值；三、他们超越历史和地域的价值和意义，也是相当的。正是因为这些共通性，尼采揭示的问题和抨击的现象才能引起鲁迅的共鸣；也正是这些共通性，使鲁迅能够通过自己独特的历史体验和个性，介入中国思想文化和世界思想文化的演化进程。这些共通特性一日未消失，尼采便仍然“活着”，鲁迅也不会“过时”，而我们就还要面对他们提出的问题。这就是他们的贡献和意义。

## 关于《从〈非攻〉到〈墨攻〉》
《自序》节录：“本书是笔者研究鲁迅及有关文章的结集，其中有公开演讲的讲稿，也有授课讲义，全都在学术刊物或研讨会论文集上刊登过，这次结集时有不少增补和修订。

……尽管很多人都认为鲁迅已经过时，但我每次重读鲁迅，总觉得他超越他的时代，也超越我们的时代。我们还没有跳出他早已看透的“五指山”。“未完成”的鲁迅，仍是中国知识分子没有挣脱的“紧箍咒”之一。尊重他，统战他，树立他，吹捧他，歌颂他，神化他，固然不能叫他“转变”，使他符合我们的需要；污蔑他，诋毁他，歪曲他，丑化他，亵渎他，不管他，也不能令他“过时”，叫他在我们面前消失。他已经成了一个徘徊的幽灵。至少我以为是这样。也许只是我的想象。......